# Judenbach

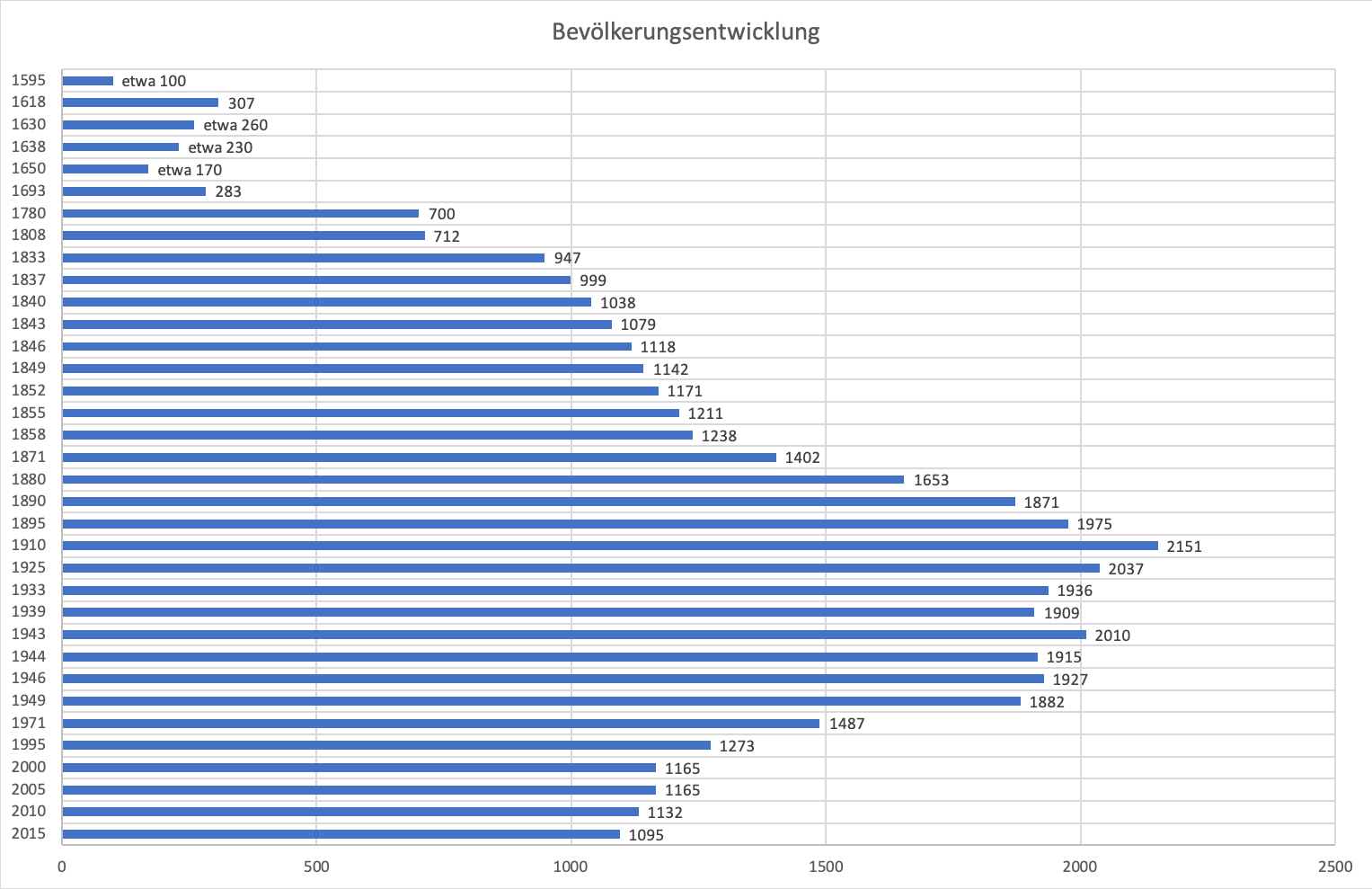
Bevölkerungsentwicklung ab 1595

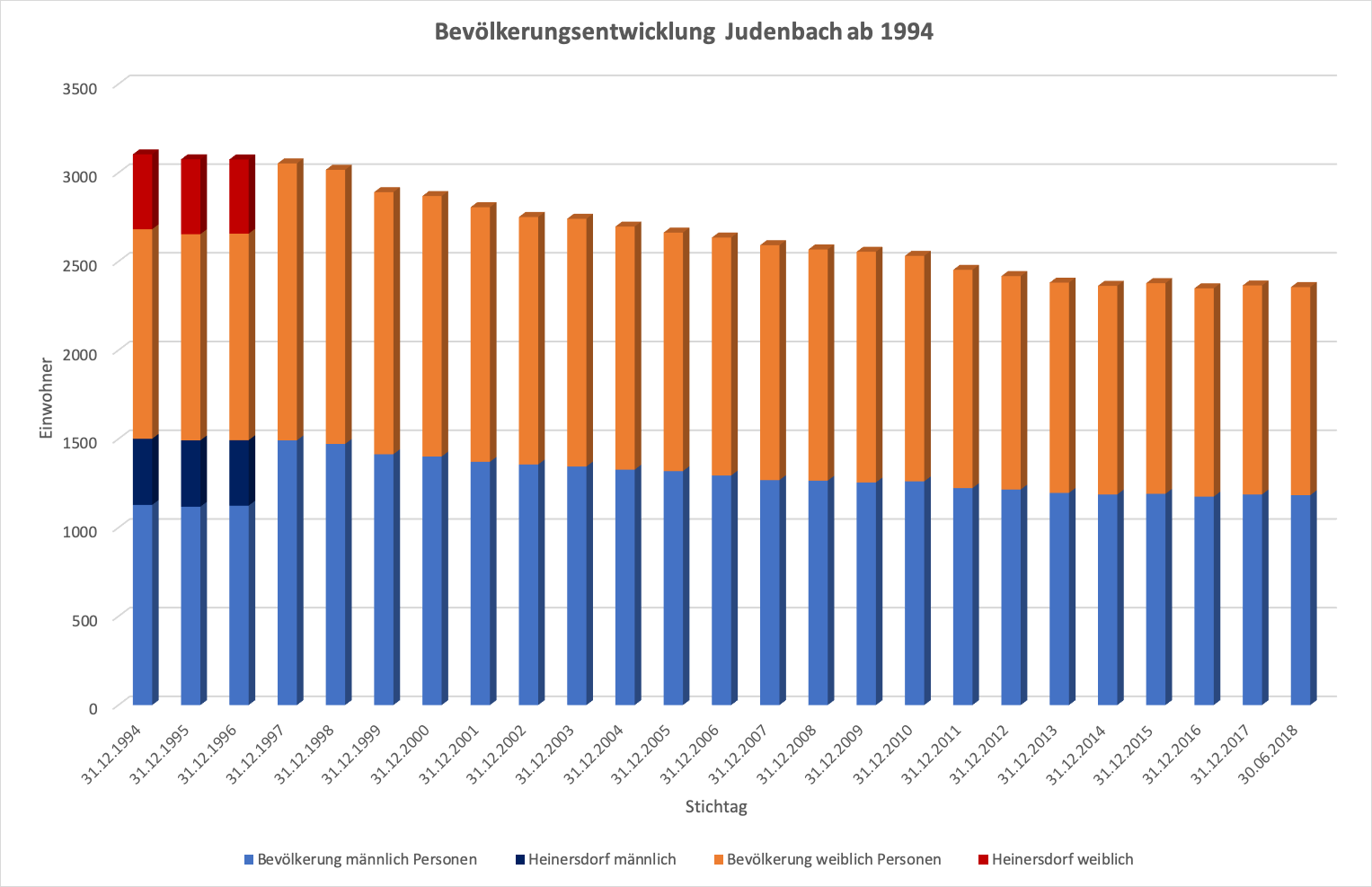
Bevölkerungsentwicklung Judenbach ab 1994

Judenbach ist ein Ortsteil der Gemeinde Föritztal im Landkreis Sonneberg im fränkisch geprägten Süden des Freistaates Thüringen.

## Geografie
Der Ort ist ein drei Kilometer langes Straßendorf auf einer Hochebene im Süden des Frankenwalds zwischen den Flüssen Steinach im Westen und Tettau im Osten. Es liegt an der einst wichtigen alten Heer- und Handelsstraße von Nürnberg nach Leipzig.
Im Süden wird die Ortslage durch den Spitzberg (624 m) und den Steinhügel (699,6 m) und im Norden durch den Boxberg (695 m), den angrenzenden Schindelhieb (714 m) und den Kleinen (720 m) und Großen Klettnitzberg (660 m, abgeleitet von slaw. klětъ Berg)  begrenzt. Durch den Ort fließt der Glasbach.

### Klima
Das Klima Judenbachs ist durch seine Höhenlage gekennzeichnet. Zusätzlich wird es durch die Hauptwindrichtung aus West bzw. Südwest beeinflusst. Die Sommer sind verhältnismäßig warm, milde Winter verhindert dagegen die Nähe zum Thüringer Wald.
Die Jahresmitteltemperatur liegt bei etwa 6,6 °C, die mittlere Tagestemperatur beträgt im Januar −2,6 °C und im Juli 15,4 °C. Pro Jahr fallen, relativ gleichmäßig über die Monate verteilt, durchschnittlich 763 mm Niederschlag. Maxima gibt es im Juni mit 82 mm und im Dezember mit 73 mm. Im Februar fällt im Schnitt am wenigsten Niederschlag. Im Vergleich zum niederschlagsreichsten Monat Juni liegt die Differenz bei 38 mm. Im kältesten Monat Januar werden im Schnitt 18,0 °C weniger erreicht als im wärmsten Monat Juli.
|                      | Januar | Februar | März | April | Mai  | Juni | Juli | August | September | Oktober | November | Dezember |
| -------------------- | ------ | ------- | ---- | ----- | ---- | ---- | ---- | ------ | --------- | ------- | -------- | -------- |
| ø. Temperatur (°C)   | −2,6   | −1,8    | +1,9 | 06,1  | 10,8 | 14,0 | 15,4 | 14,8   | 11,8      | 07,3    | +2,1     | −0,9     |
| Min. Temperatur (°C) | −5,1   | −4,9    | −2,2 | 01,2  | 05,5 | 08,6 | 10,3 | 09,6   | 06,8      | 03,1    | −0,4     | −3,2     |
| Max. Temperatur (°C) | +0,0   | +1,4    | +6,0 | 11,1  | 16,1 | 19,4 | 20,6 | 20,1   | 16,9      | 11,5    | +4,6     | +1,4     |
| Niederschlag (mm)    | 62     | 46      | 57   | 57    | 67   | 84   | 81   | 72     | 59        | 57      | 55       | 66       |

(Quelle)

### Ehemalige Gemeindegliederung
Die ursprüngliche Gemeinde Judenbach umfasste zusätzlich zum Dorf Judenbach die zwischen Judenbach und Sonneberg liegende Grundmühle und an der Tettau die Siedlung Rottenbach und die Schneidmühle Räppoldsburg.
Zur Gemeinde Judenbach gehörten zwischen 30. Juni 1994 und 5. Juli 2018 noch weitere vier Orte:
- Heinersdorf
- Jagdshof
- Mönchsberg
- Neuenbau

## Geschichte
Der Ort wurde erstmals 1317 in Henneberger Urbarium urkundlich erwähnt, ist aber sehr wahrscheinlich wesentlich älter.
Die heutige Grenzlinie der Landesgrenze Thüringen/Bayern an der Tettau bis zur Einmündung des Sperberbach wurde als Ostgrenze der Pflege Coburg schon um 1194 als Grenze in Nordwald, dem späteren Frankenwald, beschrieben. Es handelt sich hier um eine sehr alte Grenzlinie, die schon zwischen dem Grabfeldgau und den Radenzgau existierte.

### Ursprung des NamensJudenbach
Der Weg über Judenbach und den Sattelpass war seit je her der effektivste und kürzeste Weg über das Gebirge und damit wichtig für die Fernstraßenverbindung Nürnberg–Bamberg–Coburg–Judenbach–Saalfeld–Leipzig. Diese Straßenverbindung ist auch unter den Namen „Nürnbergisch-Sächsische Geleitstraße“, „Sattelpassstraße“, „Gräfenthaler Straße“ und „Judenstraße“ bekannt. Der Name Judenbach leitet sich mit großer Wahrscheinlichkeit von dem parallel zur Handelsstraße (Judenstraße) verlaufenden Bachlauf des heutigen Glasbachs ab. Der Ort wurde im Mittelalter als Siedlung am bzw. auf dem Judenbach bezeichnet. Ein weiterer Bezug zu den Judenverfolgungen 1298 lässt sich nicht nachweisen. Ebenfalls spekulativ ist der Bezug zum germanischen Vornamen Judo und zum slawischen ‚jutro bok‘ zur Kennzeichnung eines trockenen Überganges über das Gebirge.

### Historie
Judenbach lebte früher vor allem von Holzverarbeitung, Feuerspritzen, Schlitten und Spanfabrikation, später von der Spielwarenherstellung und Land- und Forstwirtschaft.
Im Mittelalter gab es in der Umgebung Judenbachs mehrere Köhlereien und auch eine Glashütte, die 1418 neu vergeben wurde und höchstwahrscheinlich von den Hussiten auf ihren Zug nach Coburg 1430 zerstört wurde.
Das Dorf profitierte bis zum Bau von Fernverbindungen entlang der Gebirgstäler und der Eisenbahn über den Thüringer Wald stark von seiner Lage an der Heer- und Handelsstraße von Nürnberg nach Leipzig. Judenbach war eine der Rast- und Vorspannstellen für die Überquerung des Thüringer Waldes. Die Heer- und Handelsstraße nutzte mit dem sogenannten Sattelpaß bei Neuenbau die günstigste Stelle der Gebirgsüberquerung. Ein Braurecht bestand in Judenbach seit 1447.
Die alte Heer- und Handelsstraße über Judenbach wurde nachweislich von Herzögen, Kurfürsten, Bischöfen und Armeen benutzt. Beispielsweise übernachtete im Jahr 1518 der Reformator Martin Luther im Gasthaus zu den drei Kronen und Johann Wolfgang von Goethe nutzte die Sattelpassstraße durch Judenbach auf dem Weg zu seiner Italienreise.
Mit Beginn der Zeit des Nationalsozialismus begann die Verfolgung politischer Gegner, aber es gab im Ort auch Widerstand gegen das Nazi-System. Bis 1936 arbeitete eine kleine Widerstandsgruppe um das Ehepaar Emma und Rudi Suffa, die Aufklärungsschriften von Kurieren erhielten und weiterleiteten, in Judenbach. Ein Bürger aus Heinersdorf erhielt eine einjährige Gefängnisstrafe, weil bei ihm solche Druckschriften gefunden wurden. Der evangelische Pfarrer Gerhard Hertzsch stellte sich 1934 offen gegen die Deutsch-Christliche Kirchenführung, woraufhin er nach Melborn zwangsversetzt und 1935 aus dem Thüringer Kirchendienst entlassen wurde.
Eine Namensänderung in der Zeit des Nationalsozialismus konnte 1935 verhindert werden.
Das Dorf lag von 1952 bis 1990 im Sperrgebiet entlang der Innerdeutschen Grenze, weshalb seine Einwohner starke Einschränkungen ihrer persönlichen Freiheit hinnehmen mussten. Anfang der 1960er Jahre wurde der gesamte Ortsteil Rottenbach und die Schneidmühle Räppoldsburg geschleift, da sie im Tettautal unmittelbar an der Grenze zu Bayern gegenüber dem bayerischen Schauberg lagen.
Ebenfalls zu dieser Zeit wurde das zwischen Neuenbau, Spechtsbrunn und Tettau liegende Einzelgehöft „Christiansgrün“ dem Erdboden gleichgemacht.
Daneben ist zumindest in einem Fall eine Zwangsumsiedlung dem DDR-Regime unliebsamer Bürger im Zuge der Aktion Ungeziefer vorgenommen worden.
Zum 30. Juni 1994 wurden die Orte Jagdshof, Neuenbau und Mönchsberg Ortsteile der Gemeinde Judenbach. Am 1. Januar 1997 kam Heinersdorf hinzu.
Am 6. Juli 2018 wurde Judenbach in die neue Gemeinde Föritztal eingegliedert.

## Politik

### Bürgermeister der Gemeinde Judenbach
Bürgermeister der Gemeinde Judenbach seit 1895 waren:
| Christian Engelhardt         | 1895–1906 |
| Georg Sembach (SPD)          | 1906–1918 |
| Konstantin Morgenroth (KPD)  | 1918–1922 |
| Max Hammerschmidt (KPD)      | 1922–1931 |
| Karl Häfner (SPD)            | 1931–1933 |
| Georg Heß (SPD)              | 1933      |
| Ernst Müller                 | 1933      |
| Otto Fischer (NSDAP)         | 1933–1945 |
| Martin von der Wehd          | 1945      |
| Edmund Heß (KPD, später SED) | 1945–1948 |
| Moritz Hammerschmidt (SED)   | 1948–1950 |
| Bernhard Grempel (SED)       | 1950–1952 |
| Werner Motschmann (SED)      | 1952–1969 |
| Margot Ostermann (SED)       | 1969–1974 |
| Heinz Höhn (SED)             | 1975–1982 |
| Uwe Höhne (SED)              | 1982–1986 |
| Margit Trott (SED)           | 1987–1990 |
| Albrecht Morgenroth (CDU)    | 1990–2018 |

### Ehemaliger Gemeinderat
Der Rat der Gemeinde Judenbach bestand zuletzt aus 14 Mitgliedern. Letzter Bürgermeister war Albrecht Morgenroth (CDU).
- CDU: 8 Sitze (±0)
- LINKE: 4 Sitze (+1)
- Freie Wähler: 1 Sitz (−1)
- Bürgerinitiative Jagdshof: 1 Sitz (±0)

(Stand: Kommunalwahl am 25. Mai 2014)

## Wirtschaft und Infrastruktur
Die Spielwarenherstellung, die bis in die 1950er Jahre von vielen kleineren Privatbetrieben, danach von der PGH Koppelhund und dem VEB Mechanische Spielwaren Judenbach (MeSJu) geprägt war und später im VEB Kombinat Spielwaren Sonneberg aufging, hat heute keine Bedeutung mehr.
Nach der Wende siedelte sich 1991 mit der Firma Dr. Franz Schneider GmbH ein Kunststoffbetrieb für die Automobilzulieferindustrie in Judenbach an, der zirka 300 Arbeitsplätze bot. Nach einer Insolvenz wurde das Unternehmen 2023 von dem indischen Automobilzulieferer Samvardhana Motherson International übernommen. Bis September 2026 soll das Werk geschlossen werden.
Daneben pendeln viele Einwohner zur Arbeit in die Orte der Umgebung, vor allem in Richtung Sonneberg und die Nachbarlandkreise Kronach und Coburg.
Neben der alten Siedlungsstruktur eines typischen Straßendorfes, das im unteren Teil um die Kirche mehrere Nebenstraßen besitzt, entstanden nach 1990 neue Baugebiete, die von vielen Zuzüglern genutzt wurden. Zudem entstand ein neues Gemeindezentrum sowie der Kultursaal 100 mit Freilichtbühne.

### Verkehr
Von Judenbach führen Straßen nach Sonneberg, Tettau, Pressig, Blechhammer und Steinach.

## Persönlichkeiten
Der bekannteste Sohn des Dorfes ist Erich Apel, der SED-Funktionär und von 1963 bis 1965 Vorsitzender der Staatlichen Plankommission der DDR war.
Zudem hat die weltweit verzweigte Familie Bauersachs ihre Wurzeln in Judenbach. Ihr Urvater Hans Bauer Sachs war hier im 15. Jahrhundert Förster. Ein Spross des US-amerikanischen Teils dieser Familie, Ken Bowersox, ist als NASA-Astronaut mehrfach mit dem Space Shuttle in den Weltraum geflogen, davon einmal zur Internationalen Raumstation ISS.
Ein bekannter Sohn der Gemeinde ist der Missionar Peter Martin Metzler (1824–1907), der in den letzten Jahren des 19. Jahrhunderts einen wesentlichen Beitrag zur Modernisierung Palästinas leistete.
Die weitverzweigte Familie Metzler ist in Judenbach seit dem 16. Jahrhundert ansässig, Kilian Metzler wurde hier als Förster eingesetzt. 
Eine weitere Judenbacher Persönlichkeit war Franz Diez (1914–2000), er fuhr viele Erfolge für BMW in Seitenwagen-Rennen (21. Internationale Sechstagefahrt 1939, 3-Tage-Alpenfahrt 1938 usw.) der 1930er Jahre ein und lieferte wichtige Erkenntnisse für die Weiterentwicklung von Zweirädern.

### Ehrenbürger der Gemeinde
Der Maler Ali Kurt Baumgarten (1914–2009) ist Ehrenbürger seines Geburtsortes.
Ein weiterer Ehrenbürger Judenbachs ist der Unternehmer Dr. Franz Schneider (1929–2020), ehemaliger Seniorchef der Dr. Schneider Unternehmensgruppe.

### Weitere Söhne und Töchter der Gemeinde
- Christian August Friedrich Engelhardt (1835–1909), Gemeindevorstand und Gastwirt
- Gustav Louis Engelhardt (1875–1901), Lehrer und Mundartdichter
- Gustav Knye (1887–1966)
- Otto Walther Thinius (1892–1960), Lehrer und Heimatforscher
- Ferdinand Liebermann (1883–1941), Bildhauer
- Milla Hanf, geb. Greiner (1895–1975), Hebamme
- Berta Engel, geb. Bergmann (1904–1998), Gemeindeschwester
- Erich Apel (1917–1965), Ingenieur, Wirtschaftspolitiker, Vorsitzender Staatlichen Plankommission in DDR
- Bernd Heublein (1942–2004), Internist/Kardiologe und medizintechnischer Forscher[22]
- Gerhard Eichhorn (1927–2015), Grafiker, Maler und Zeichner
- Reinhard Welsch (* 1935), Entwickler und Gründer
- Luise Horwath (* 1952), Malerin und Restauratorin